# Стійло (місцевість)

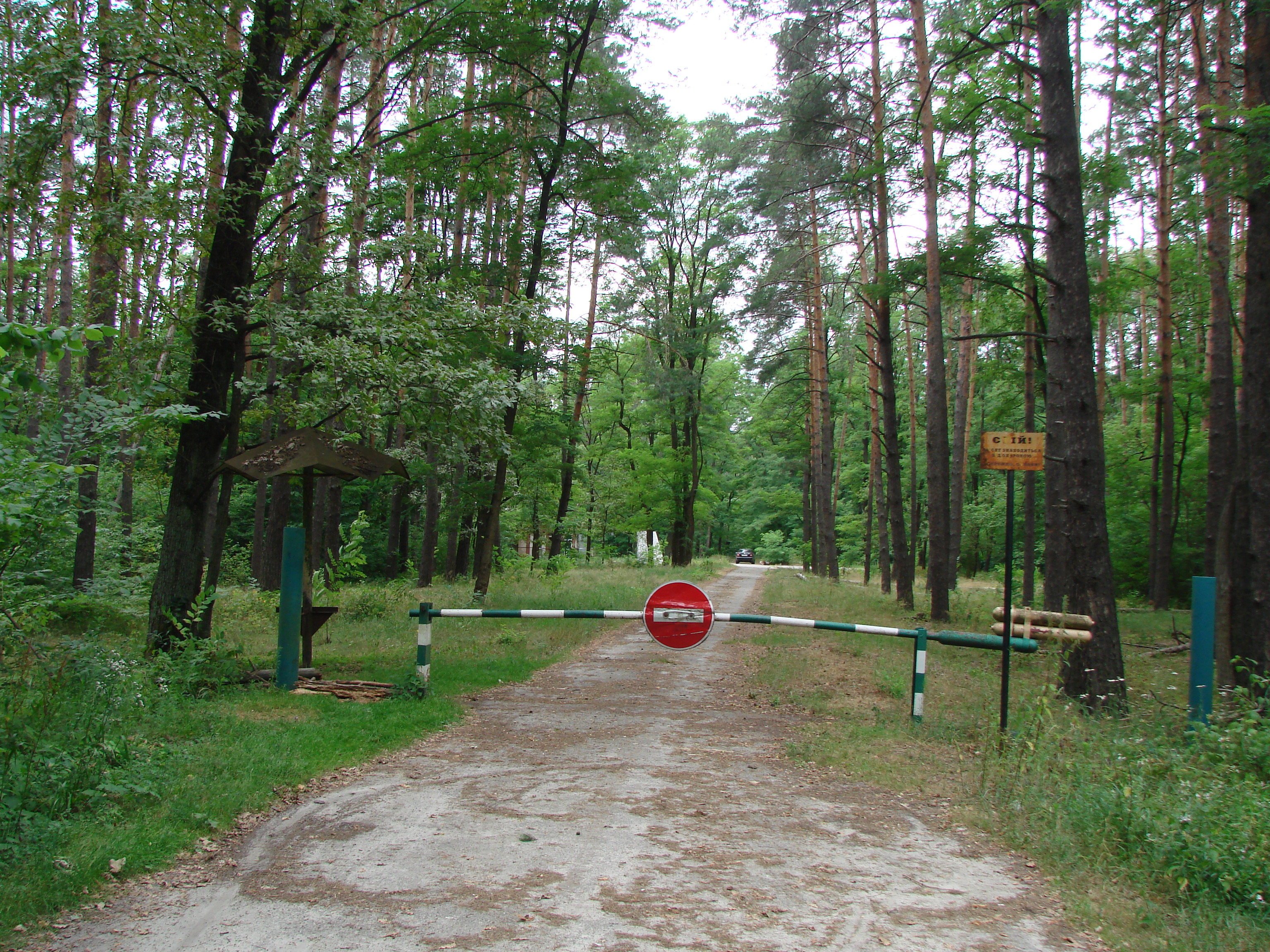
Дитячий табір в урочищі Стійло

Стійло (Стигле) — історична місцевість Києва, колишній хутір, казарма лісової сторожі, що існували за 3 км на північний захід 
від Броварського лісництва.

## Історія
Назва походить від урочища Стуйло (Стійло), яке згадано в універсалі гетьмана Івана Скоропадського, виданого в червні 1712 року про підтвердження прав Свято-Михайлівського Золотоверхого монастиря на маєтність Вигурівщина, точніше, землі в селі, які монастир купував упродовж 1695–1711 років у жителів. Тобто, перші згадки про ниви в урочищі Стуйло належать ще до 1695–1698 років. 
Уперше казарма Стійло (Стойлівська) позначена на топографічній мапі 1850-х та 1868 року (як безіменний будинок лісової сторожі «Д. Страж.» (дом стражи)).  Входила до складу Остерського повіту Чернігівської губернії. Належала з кінця ХІХ століття до Броварського лісництва, лежала у 37 кварталі. Тут мешкало два лісових об’їзники.
Як Стойлівська казарма зафіксована в довіднику «Список поселень Київщини» 1926 року, де був один двір, мешкало 8 жителів. А в книзі «Населені місця Київщини. Попередні підсумки перепису 17-го грудня 1926 року» — як лісова сторожка Стійло в 37-му кварталі, де у двох дворах мешкало 10 жителів. Входила до складу Броварської сільської ради Броварського району. 
1963 року археологи дослідили місцевий курган, де, за переказами, поховано билинного Солов’я-Розбійника. У 1970-х на місці колишньої лісової сторожки Стійло побудовано дитячий табір «Сонячний». Нині урочище Стигле. 